# Церковь Иоанна Крестителя (Несебыр)

Церковь Святого Иоанна Крестителя в Несебыре — крестово-купольная церковь X века с тремя алтарными апсидами. Общая длина храма составляет 12 м, ширина — 10 м. Храм имеет крестообразную конфигурацию в плане. Конструкция церкви состоит из двух цилиндрических сводов, пересекающихся в центре композиции. При постройке использовались речные камни и бут. Фасад, по всей вероятности, был гладко отштукатурен.